# Katrin Pollitt
Katrin Pollitt (* 27. Oktober 1966 in Kiel, Schleswig-Holstein) ist eine deutsche Schauspielerin.

## Werdegang
Katrin Pollitt absolvierte von 1988 bis 1992 ein Schauspielstudium an der Hochschule für Musik und Theater Hamburg.
Von 1993 bis 1996 war sie am Theater Basel engagiert, wo sie unter anderem im Urfaust das Gretchen spielte. Von 1999 bis 2000 war sie am Stadttheater St. Gallen, am Theater Roxy in Birsfelden bei Basel sowie an der Kleinen Bühne in Chur verpflichtet.
Ihre Film- und Fernsehkarriere begann Ende der 1990er-Jahre. Seitdem hat sie in zahlreichen Fernsehfilmen und -serien mitgewirkt, u. a. bei K3 – Kripo Hamburg, SOKO Leipzig, Wilsberg. Von 2005 bis 2013 hatte sie in der ARD-Serie Der Dicke eine durchgehende Rolle, die sie in der Nachfolgeserie Die Kanzlei (2015) weiterführte. Im September 2022 teilte sie mit, aus dieser Serie in der fünften Staffel (2021/2022) als Darstellerin auf eigenen Wunsch ausgeschieden zu sein.
Katrin Pollitt ist mit dem Regisseur und Autor Thorsten Näter verheiratet und ist Anhängerin asiatischer Kampfsportarten. In der Stilrichtung Shotokan-Karate trägt sie einen schwarzen Gürtel, 3. Dan. In der Serie Der Dicke wie auch der Nachfolgeserie Die Kanzlei wurden ihre Kenntnisse der Kampfkunst mehrfach eingesetzt.

## Filmografie (Auswahl)
- 1998: Totalschaden (Fernsehfilm)
- 2000: Pfeifer (Fernsehserie)
- 2000: Vor Sonnenuntergang (Fernsehfilm)
- 2000, 2002: Doppelter Einsatz (Fernsehserie, verschiedene Rolle, 2 Folgen)
- 2001: Ein Geschenk der Liebe (Fernsehfilm)
- 2001: Tatort: Kalte Wut (Fernsehreihe)
- 2002: Tatort: Lastrumer Mischung
- 2002: Weihnachtsmann gesucht (Fernsehfilm)
- 2003: Das Duo – Der Liebhaber (Fernsehreihe)
- 2003: Adelheid und ihre Mörder (Fernsehserie, Folge Zwei Morde und ein halber)
- 2003, 2016: Großstadtrevier (Fernsehserie, verschiedene Rolle, 2 Folgen)
- 2003–2007: K3 – Kripo Hamburg (Fernsehserie, 4 Folgen)
- 2004: Bella Block: Bella Block: Hinter den Spiegeln (Fernsehreihe)
- 2004: Wilsberg: Tödliche Freundschaft (Fernsehreihe)
- 2004–2013: Der Landarzt (Fernsehserie, 26 Folgen)
- 2005: Tatort: Todesengel
- 2005: Eine andere Liga
- 2005–2022: Der Dicke/Die Kanzlei (Fernsehserie, 51 Folgen)
- 2007: Durch Himmel und Hölle (Fernsehfilm)
- 2007: Notruf Hafenkante (Fernsehserie, 2 Folgen)
- 2008: Was wenn der Tod uns scheidet?
- 2008: Die Schimmelreiter
- 2009: Die Gräfin
- 2009: Die Päpstin
- 2009: Ein starkes Team: Die Schöne vom Beckenrand (Fernsehreihe)
- 2010: Tatort: Borowski und der vierte Mann
- 2010: Mord mit Aussicht (Fernsehserie, Folge Blutende Herzen)
- 2011: Ein starkes Team: Tödliches Schweigen
- 2011: Nord Nord Mord – Nord Nord Mord (Fernsehreihe)
- 2011: Am Ende die Hoffnung (Fernsehfilm)
- 2011: Konterrevolution – Der Kapp-Lüttwitz-Putsch 1920 (Fernsehfilm)
- 2012: Küstenwache (Fernsehserie, Folge Tödliche Wette)
- 2012: Passion
- 2012: Herzversagen (Fernsehfilm)
- 2012: Mörderische Jagd (Fernsehreihe)
- 2012: Fraktus
- 2013: Heute bin ich blond
- 2013: Ein blinder Held – Die Liebe des Otto Weidt (Fernsehfilm)
- 2014: Verhängnisvolle Nähe (Fernsehfilm)
- 2014: Neben der Spur – Adrenalin (Fernsehreihe)
- 2016: Jeder stirbt für sich allein (Alone in Berlin)
- 2016: Die Hände meiner Mutter
- 2017: Der Kriminalist (Fernsehserie, Folge Claire)
- 2018: Kommissarin Heller: Vorsehung (Fernsehreihe)
- 2019: SOKO Wismar (Fernsehserie, Folge Verliebt, verlobt, verstorben)
- 2019: Nord Nord Mord: Sievers und die Tote im Strandkorb
- 2019: Morden im Norden  (Fernsehserie, Folge Wer Hass sät)
- 2020: SOKO Köln (Fernsehserie, Folge Wut)
- 2020: WaPo Berlin (Fernsehserie, Folge Die Großen und die Kleinen)
- 2020: Die Känguru-Chroniken
- 2020: Into the Beat
- 2020: In aller Freundschaft – Die jungen Ärzte (Fernsehserie, Folge Selbstschutz)
- 2020: Altes Land (Fernsehfilm)
- 2021: Tödliche Gier (Fernsehfilm)
- 2022: SOKO Hamburg (Fernsehserie, Folge Hafennixen)
- 2022: Helen Dorn: Das rote Tuch
- 2022: SOKO Potsdam (Fernsehserie, Folge Fremder Vertrauter)
- 2023: Der Kroatien-Krimi: Split vergisst nie
- 2023: Nord Nord Mord: Sievers und der erste Schrei
- 2025: Tatort: Solange du atmest